# Transports dans la Côte-d'Or
Les transports dans le département français de la Côte-d'Or sont marqués par la situation de carrefour de ce département, entre Bassin parisien au nord-ouest, vallée du Rhône au sud, Franche-Comté et Trouée de Belfort à l'est et Sillon mosellan au nord. Dijon a longtemps été l'un des plus importants nœuds ferroviaires français, et la ligne de Paris à Dijon l'une des plus fréquentées ; la route nationale 6 a permis de maintenir une certaine vitalité dans le sud-ouest rural du département  et Beaune est aujourd'hui l'un des plus importants carrefours autoroutiers du pays. Toutefois, certaines zones rurales souffrent de leur relatif enclavement, en particulier dans le nord-ouest du département.

## Transport routier

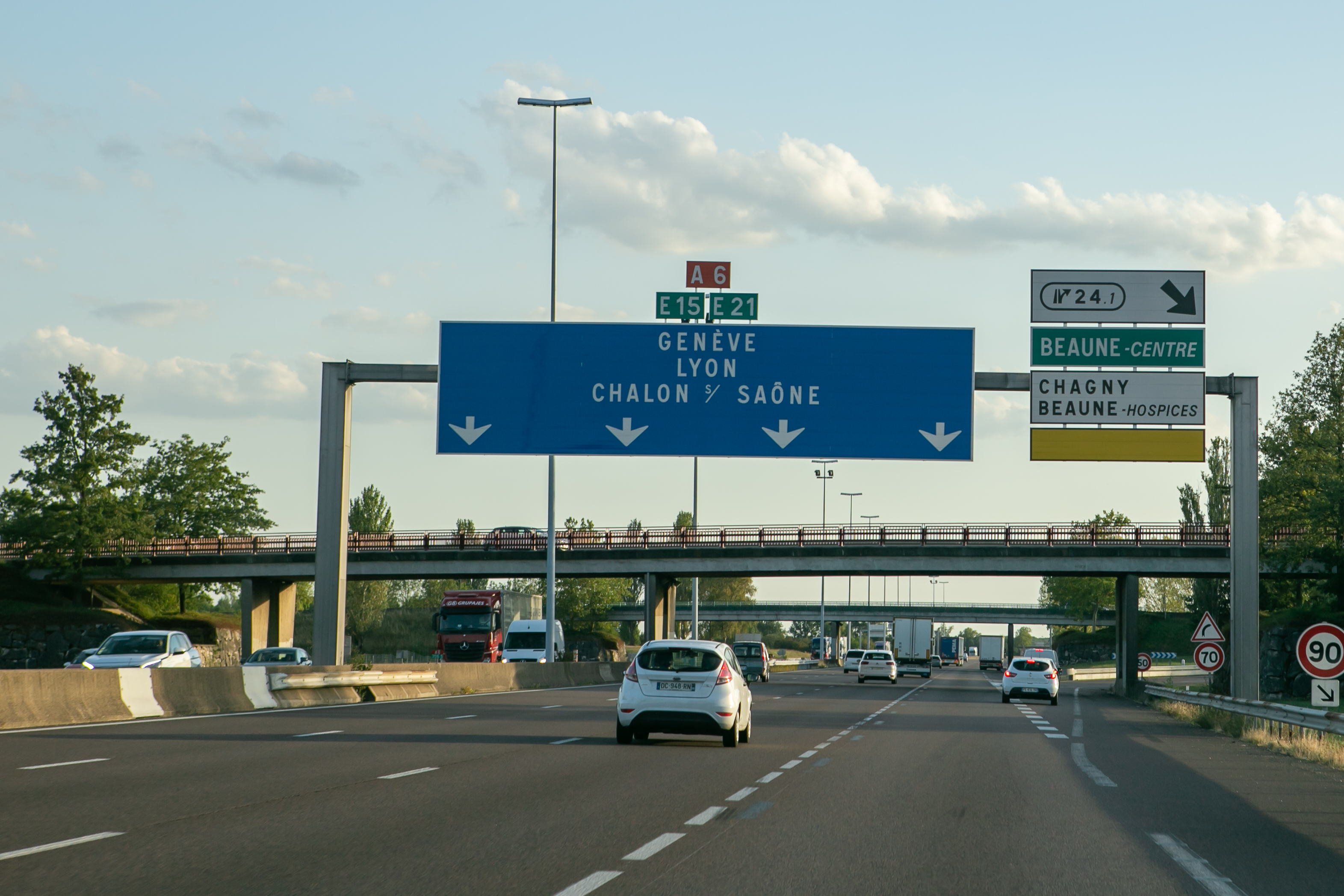
La sortie 24.1 « Beauce-Centre » de l'autoroute A6, juste après le nœud avec les autoroutes A31 et A36.

### Infrastructures routières
L'un des principaux carrefours autoroutiers de France se trouve à proximité de Beaune : ses quatre directions, toutes concédées et à péage, mènent à Auxerre et Paris au nord-ouest (autoroute A6), Chalon-sur-Saône et Lyon au sud (autoroute A6), Dole, Besançon et Mulhouse au nord-est (autoroute A36), Dijon, Nancy et Metz au nord (autoroute A31). C'est d'ailleurs près de Beaune que s'est déroulé l'accident routier le plus meurtrier en France, qui a tué 53 personnes en 1982.
Les autoroutes A6 et A36 sont reliées à Dijon respectivement par les autoroutes A38 et A39 ; cette dernière se prolonge vers Lons-le-Saunier et Bourg-en-Bresse. Dijon est en partie contournée par une rocade (ou route nationale 274), aménagée à 2x2 voies.
En revanche, les principales villes de l'ouest du département ne sont desservies par aucune autoroute ou voie rapide. Cette situation, cumulée avec la superficie importante du département, explique que les temps de parcours soient élevés entre l'ouest du département et la préfecture : Dijon est ainsi à plus d'1 h 5 de Saulieu, plus d'1 h 10 de Montbard et plus d'1 h 20 de Châtillon-sur-Seine par la route.

### Transport collectif de voyageurs
La Côte-d'Or est desservie par le réseau régional de transport routier Mobigo, qui compte une trentaine de lignes régulières dans le département.

## Transport ferroviaire

### Historique

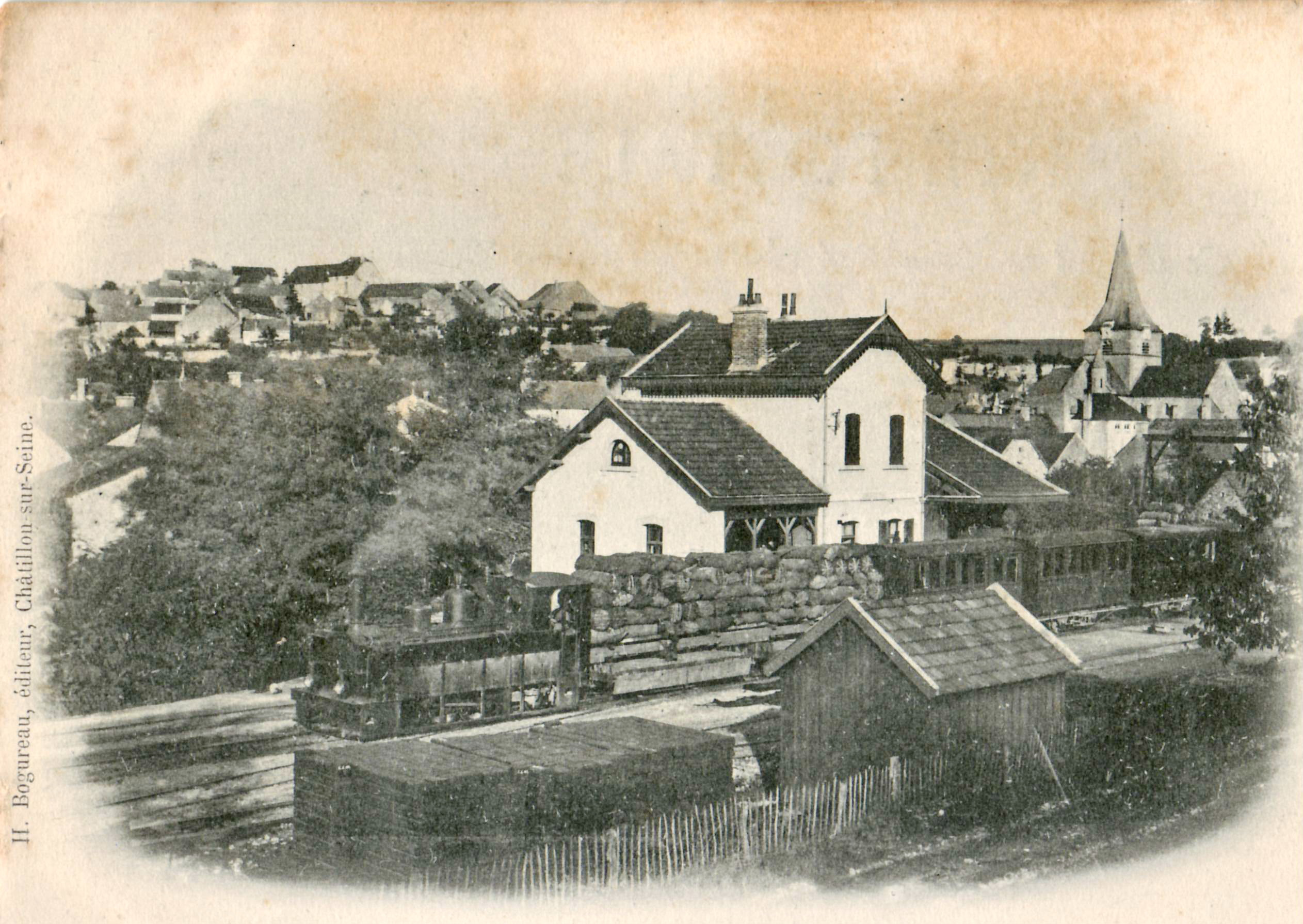
Un train mixte marchandises-voyageurs en gare d'Aignay-le-Duc des Chemins de fer départementaux de la Côte-d'Or vers 1902.

La ville de Dijon a obtenu le passage de la ligne « impériale » de Paris à Lyon et Marseille, ouverte entre 1849 et 1851 dans le département. Cette ligne restera jusqu'en 1981 l'une des plus importantes du réseau français : la section des Laumes - Alésia à Blaisy-Bas est depuis 1938 l'une des seules sections isolées (hors périphéries des grandes gares et des grandes agglomérations) équipées de quatre voies, et la ligne a été électrifiée entre 1949 et 1952.
Si la ligne impériale concentre les trafics et les investissements, un important réseau d’intérêt général a été développé dans la deuxième moitié du XIXe siècle, principalement par la Compagnie des chemins de fer de Paris à Lyon et à la Méditerranée (PLM), qui fait de Dijon l'un des principaux nœuds de son réseau. Ce réseau est plus dense dans l'est du département que dans l'ouest, resté agricole et au relief plus marqué. En 1900, le chemin de fer d’intérêt général atteignait la plupart des villes et bourgs du département, dont Arnay-le-Duc, Auxonne, Beaune, Châtillon-sur-Seine, Dijon, Is-sur-Tille, Laignes, Mirebeau-sur-Bèze, Montbard, Nuits-Saint-Georges, Pouilly-en-Auxois, Recey-sur-Ource, Saint-Jean-de-Losne, Saulieu, Semur-en-Auxois, Seurre et Vitteaux.
La Côte-d'Or a également été desservie à partir de 1891 par un réseau de chemins de fer d’intérêt local, connu sous le nom de Chemins de fer départementaux de la Côte-d'Or (CDCO), qui atteindra plus de 350 km à son apogée. Les CDCO desservaient notamment des bourgs non desservis par le réseau d'intérêt général, comme Aignay-le-Duc, Baigneux-les-Juifs, Fontaine-Française, Précy-sous-Thil, Saint-Seine-l'Abbaye, ainsi que les hauteurs de la Côte d'Or. Ce réseau a progressivement fermé dans les années 1930 et 1940.
En 1981, la LGV Sud-Est permet au TGV de relier Paris à Lyon en deux heures sans desservir Dijon, mais la Côte-d'Or est toutefois desservie par un raccordement à l'ouest de Montbard. Le développement des réseaux TGV et TER permet à Dijon de conserver une place de premier plan dans le réseau ferroviaire français. En revanche, toutes les lignes situées dans l'ouest du département ont fermé à l'exception de la ligne impériale : Châtillon-sur-Seine n'est plus desservie par des trains de voyageurs depuis 1980, et plus aucun train ne traverse Saulieu depuis 2015.
|                                             |
| Le réseau ferroviaire à son apogée en 1930. |

|                                     |
| Le réseau ferroviaire de nos jours. |

|                                                    |
| Carte animée de l’évolution du réseau ferroviaire. |

### Situation actuelle

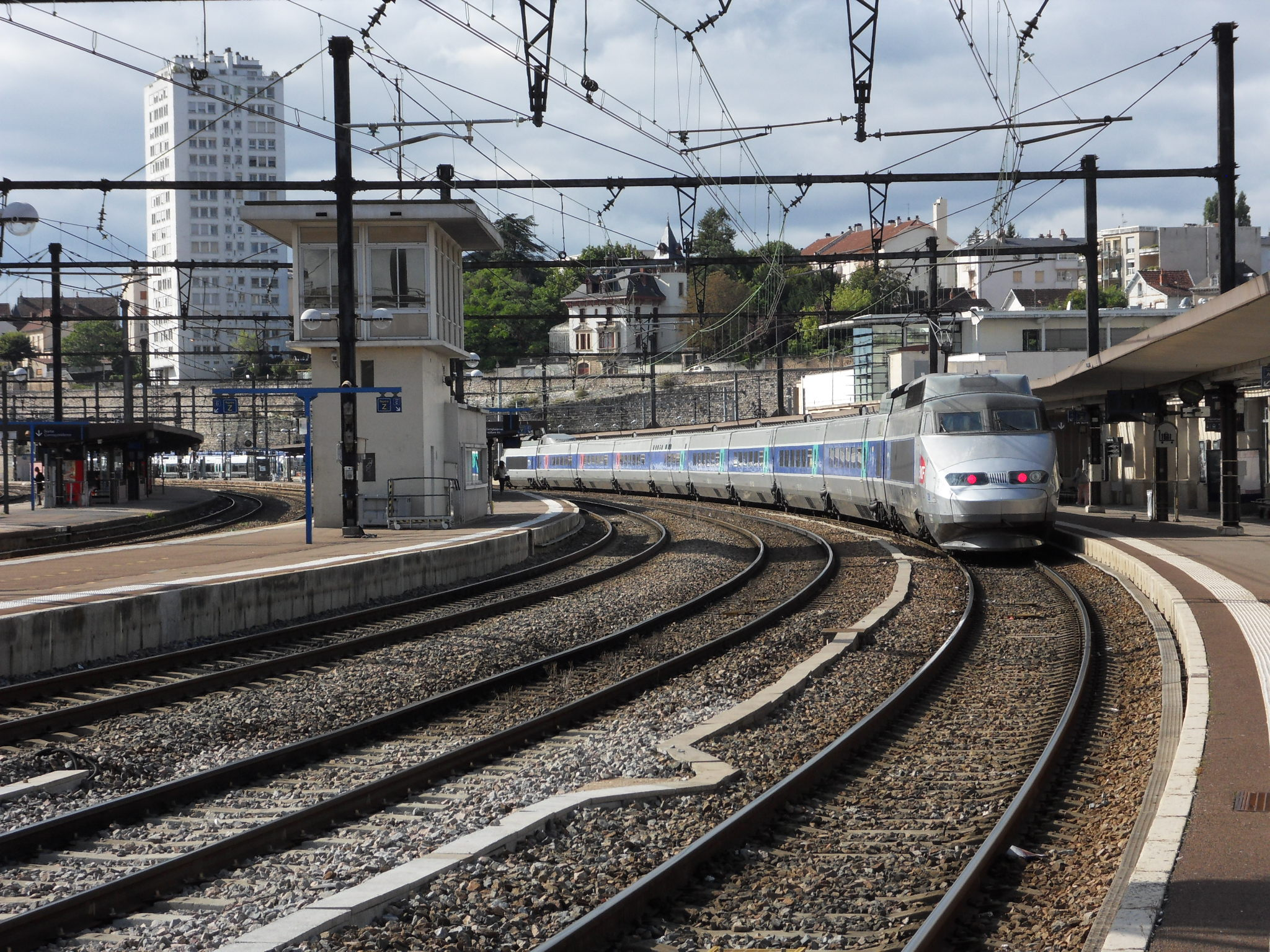
Une rame TGV PSE stationne en gare de Dijon-Ville en 2013.

Dijon-Ville est la principale gare du département, avec une fréquentation annuelle de 6 350 000 voyageurs en 2019 ; aucune autre gare ne dépasse le million de voyageurs.
Outre les deux lignes à grande vitesse qui passent aux limites du département (LGV Sud-Est et LGV Rhin-Rhône), les lignes ferroviaires ouvertes aux voyageurs forment une étoile à cinq branches autour de Dijon, entièrement électrifiée et à double voie :
- la ligne de Paris-Lyon à Marseille-Saint-Charles (ligne impériale) relie Dijon à Paris et Lyon, mais aussi aux sous-préfectures du département, Beaune et Montbard ;
- la ligne de Dijon-Ville à Saint-Amour sert principalement d'alternative à la première vers le sud pour le trafic de fret ;
- la ligne de Dijon-Ville à Vallorbe (frontière) donne accès à la Franche-Comté, à la trouée de Belfort et à la Suisse ;
- la ligne de Dijon-Ville à Is-sur-Tille mène au sillon mosellan, principalement pour le fret.

Ces lignes sont principalement parcourues par les trains TER Bourgogne-Franche-Comté (Mobigo). Un important trafic de TGV inOui et TGV Lyria circule par ailleurs sur les lignes classiques du département, dont les limites correspondent à peu près à la discontinuité entre les LGV Sud-Est et Rhin-Rhône.
Les gare de triage et ateliers SNCF de Perrigny près de Dijon forment l'un des plus importants complexes ferroviaires de France pour le fret et la maintenance du matériel roulant.

## Transport fluvial

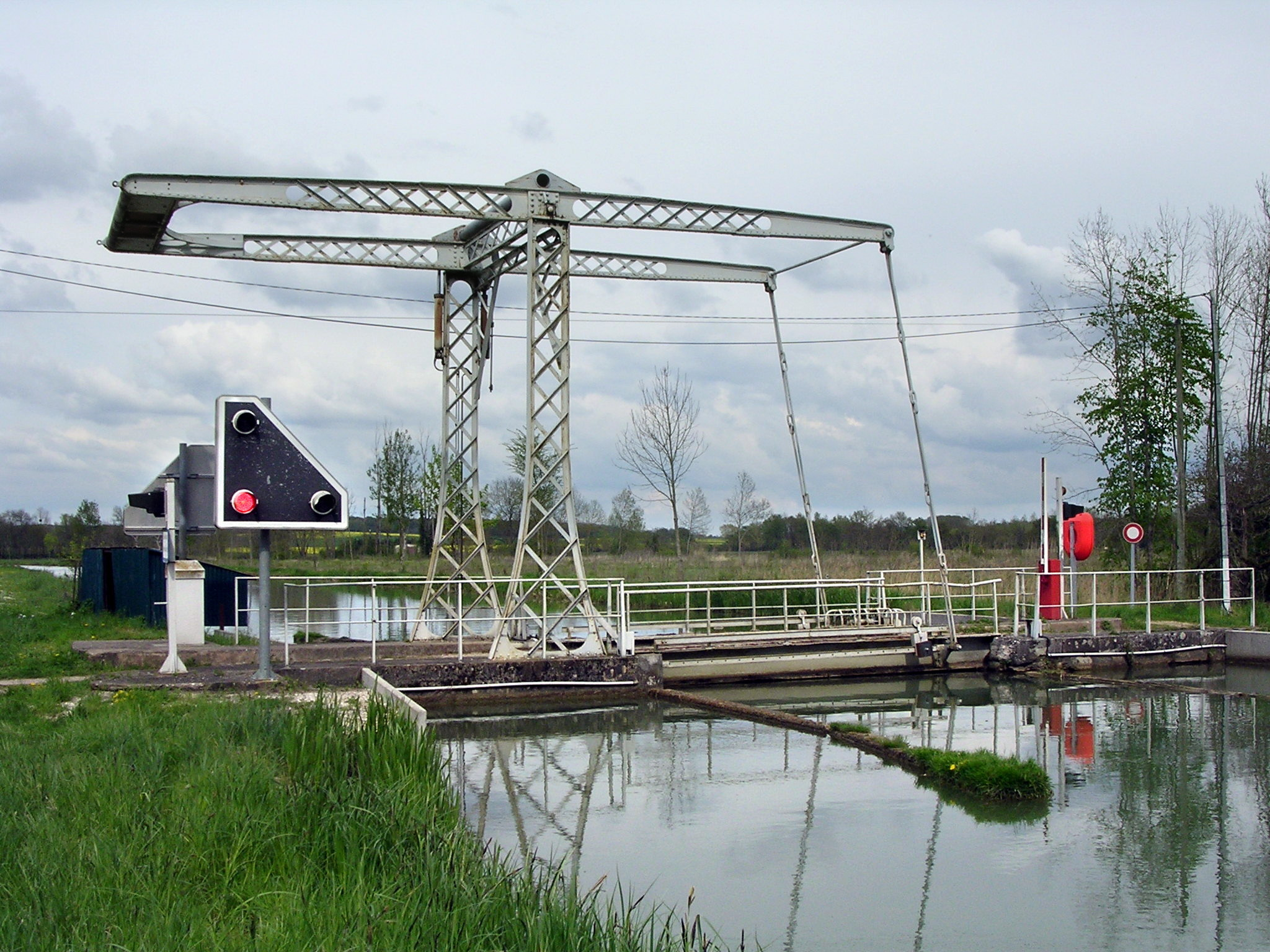
Pont-levis sur le canal entre Champagne et Bourgogne à Cheuge.

La Saône est canalisée à grand gabarit (classe V CEMT) à partir de Saint-Jean-de-Losne, important port fluvial aujourd'hui entièrement orienté vers la plaisance. En l'absence de port de commerce, il y a peu de péniches commerciales qui circulent dans la section costalorienne de la Saône.
En amont de Saint-Jean-de-Losne, trois canaux au gabarit Freycinet (classe I CEMT) se rejoignent : le canal de Bourgogne, qui traverse la Côte-d'Or par Montbard et Dijon, le canal du Rhône au Rhin et la Saône canalisée, cette dernière ayant été rejointe à Maxilly-sur-Saône par le canal entre Champagne et Bourgogne. Eu égard à leur faible gabarit, c'est essentiellement de la navigation de plaisance qu'accueillent ces canaux.

## Transport aérien
L'aéroport de Dijon-Bourgogne n'accueille plus de vols réguliers commerciaux depuis 2014, la région Bourgogne-Franche-Comté préférant développer le trafic passagers sur le seul aéroport de Dole-Jura. Il reste toutefois actif pour les vols d'affaires, sanitaires, de loisirs et de tourisme.
Le département comporte plusieurs aérodromes destinés à l'aviation légère (tourisme, loisirs et pour certains affaires) : Beaune - Challanges, Cessey, Châtillon-sur-Seine, Dijon - Darois, Nuits-Saint-Georges, Pouilly - Maconge, Saulieu - Liernais, Semur-en-Auxois et Til-Châtel.

## Transports en commun urbains et périurbains

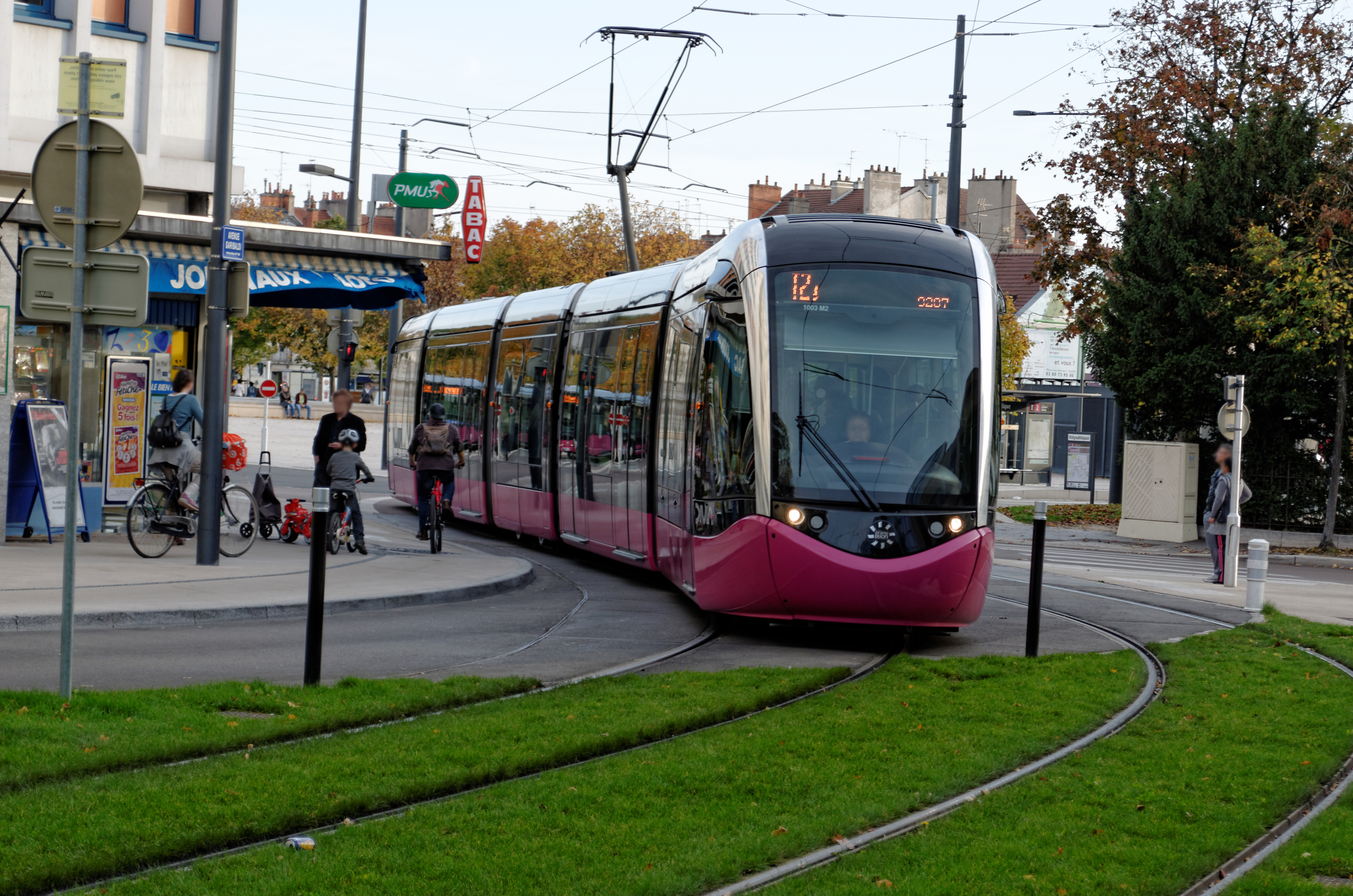
Un tramway place de la République à Dijon.

Dijon Métropole et la communauté d'agglomération Beaune Côte et Sud sont autorités organisatrices de la mobilité sur leur territoire et organisent des services de transport dans leur ressort territorial.
Le réseau Divia Mobilités de Dijon Métropole compte actuellement deux lignes de tramway, cinq lignes de bus à haut niveau de service (Lianes) et une vingtaine de lignes de bus classiques, ainsi du TPMR. Un précédent réseau de tramway avait desservi Dijon de 1895 à 1961.
Le  réseau Côte&Bus de la communauté d'agglomération Beaune Côte et Sud compte une dizaine de lignes de bus ainsi que du transport à la demande.

## Modes actifs
Le département est traversé par plusieurs voies vertes, véloroutes et sentiers de grande randonnée.
Dijon Métropole propose un service de vélos en libre service (DiviaVélodi) et un service de location de vélos courte , moyenne ou longue durée (DivioVélo).